# Heretsried

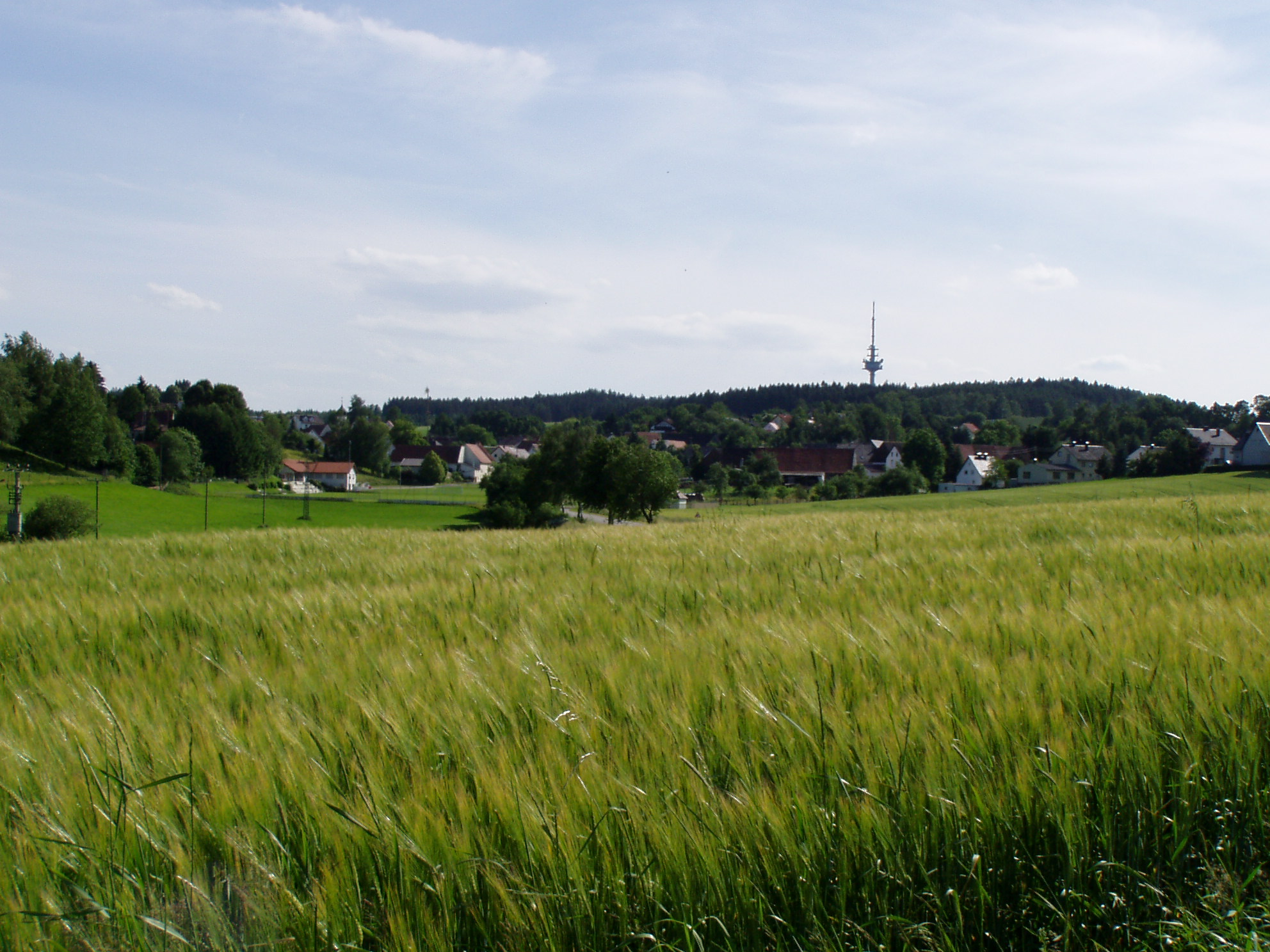
Heretsried mit Staufenberg (570 m)

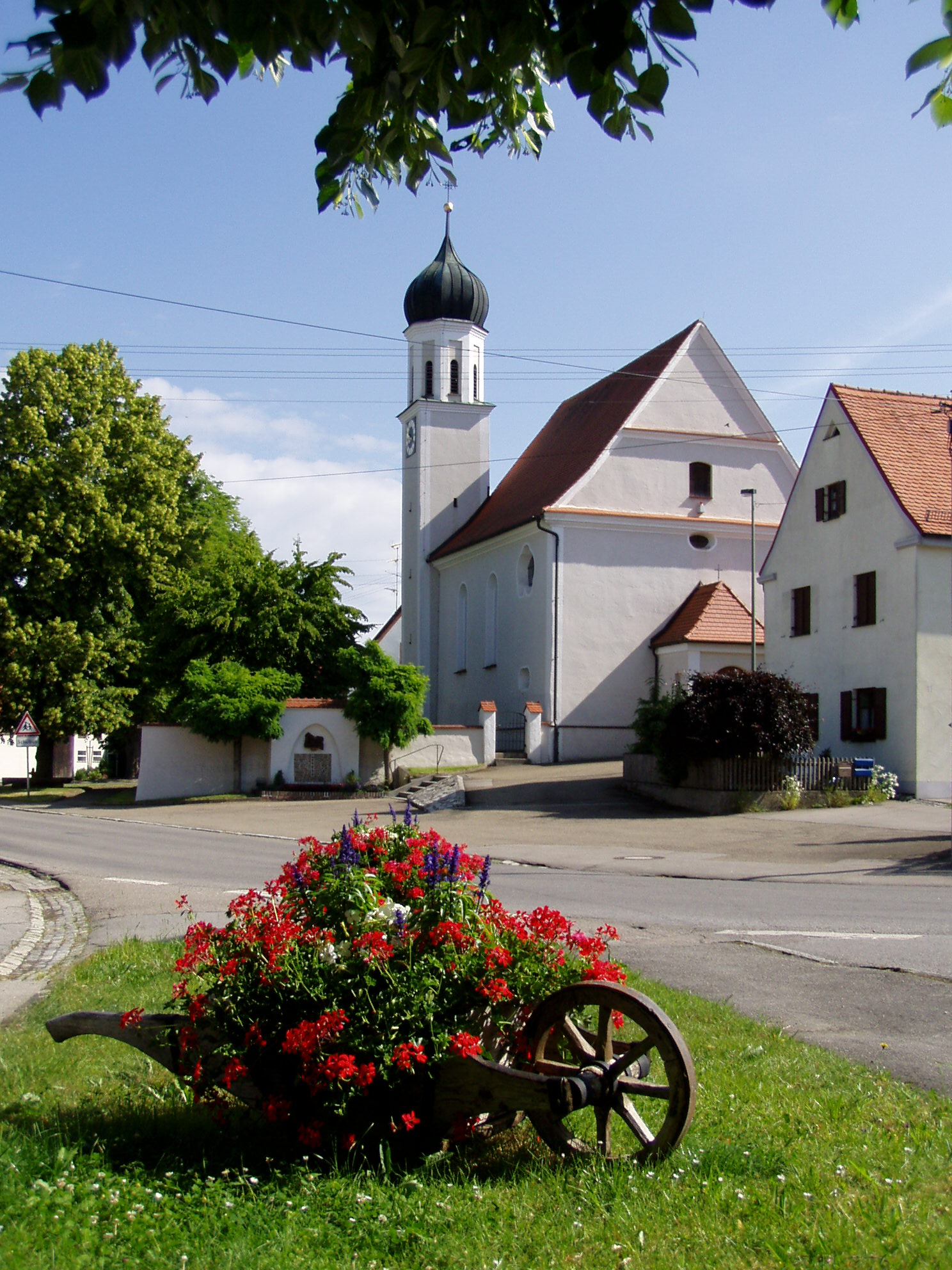
Pfarrkirche St. Martin in Heretsried

Heretsried ist eine Gemeinde im schwäbischen Landkreis Augsburg in Bayern.

## Geografie

### Lage
Die Gemeinde liegt etwa 15 Kilometer nordwestlich von Augsburg im Holzwinkel des Naturparks Augsburg-Westliche Wälder.

### Gemeindeteile
Es gibt drei Gemeindeteile (in Klammern ist der Siedlungstyp angegeben):
- Heretsried (Pfarrdorf)
- Lauterbrunn (Kirchdorf)
- Monburg (Weiler)

## Geschichte

### Bis zur Gemeindegründung
Die erste urkundliche Erwähnung des Hauptortes erfolgte 1242 als der Augsburger Bischof Siboto von Seefeld das Dorf dem Kloster Holzen einverleibte. Möglicherweise wurde die Ortschaft im 13. bis 14. Jahrhundert von Bewohnern aus Hausen, einem untergegangenen Weiler am Fuße des Burgstalles Kirchberg besiedelt, mit dem Heretsried bis dahin eine eigene Pfarrei bildete. Um 1310 wurde der Pfarrsitz von Hausen nach Heretsried verlegt. 1484 kaufte das Kloster Holzen das Dorf zurück, das sich zuvor zeitweise in Besitz der Augsburger Patrizierfamilie Ilsung befand. 1538 wurde im Auftrag der Äbtissin Apollonia Wiedemann eine Kirche im Ort erbaut. Im Jahre 1636, während des Dreißigjährigen Krieges, wurde Heretsried von den Schweden niedergebrannt. Laut einem Bericht fand man im Ort nur mehr sechs Untertanen vor, die mehr tot als lebendig waren. 1722 wurde eine neue Kirche durch den Baumeister Hans Geörg Radmiller errichtet.
Nach der Säkularisation fiel der klösterliche Besitz, deren landeshoheitlichen Rechte bis dahin das Hochstift Augsburg und das Hochgericht die Markgrafschaft Burgau ausübte, 1802 an den Fürsten Anton Aloys von Hohenzollern-Sigmaringen. Seit dem Reichsdeputationshauptschluss von 1803 gehört der Ort zu Bayern. Im Zuge der Verwaltungsreformen im Königreich Bayern entstand mit dem Gemeindeedikt von 1818 die heutige Gemeinde. 1992 feierte die Gemeinde ihr 750-jähriges Bestehen. Heretsried besitzt keinen eigenen Bauhof, gleichfalls als eine der wenigen selbständigen Gemeinden.

### Eingemeindungen
Im Zuge der Gebietsreform in Bayern wurden am 1. Mai 1978 die Gemeinde Lauterbrunn und der Gemeindeteil Monburg der aufgelösten Gemeinde Affaltern eingegliedert.

### Einwohnerentwicklung
Zwischen 1988 und 2018 wuchs die Gemeinde von 942 auf 990 um 48 Einwohner bzw. um 5,1 %.

## Politik und Öffentliche Verwaltung
Die Gemeinde ist Mitglied der Verwaltungsgemeinschaft Welden.

### Gemeinderat
Bei der Kommunalwahl am 15. März 2020 erreichten die beiden örtlichen Wählergruppen jeweils 50,0 % der Stimmen. Der Gemeinderat setzt sich damit aus je vier Mitgliedern der Wahlgemeinschaft Heretsried und der Freien Wählervereinigung Lauterbrunn zusammen.
In der Amtszeit 2014 bis 2020 hatte der Gemeinderat aufgrund der Einwohnerzahl noch zwölf Mitglieder; die beiden Gruppen stellten jeweils sechs Gemeinderäte.

### Bürgermeister
Heinrich Jäckle (Wahlgemeinschaft) ist seit 2014 Bürgermeister, dieser wurde am 15. März 2020 mit 92,3 % der Stimmen für weitere sechs Jahre im Amt bestätigt. Seine Vorgänger waren Josef Carteau (2008–2014) und Helmut Schuster (UWG).

### Wappen
| Wappen von Heretsried | Blasonierung: „In Rot ein senkrecht gestelltes, gestürztes goldenes Schwert, beseitet rechts von einem einwärts gewendeten silbernen Äbtissinnenstab, links von einer einwärts gekehrten silbernen Reuthaue.“ |
| Wappen von Heretsried | Wappenbegründung: Heretsried ist eine Rodungssiedlung am Nordrand des Rauhen Forstes. Daran erinnert die silberne Reuthaue im Gemeindewappen. In einer Urkunde von 1242 wird die Pfarrkirche von Heretsried erwähnt, die dem hl. Martin von Tours geweiht ist. Das Schwert des hl. Martin im Gemeindewappen deutet auf sein Patrozinium in der Ortskirche hin. Der Äbtissinnenstab bringt die enge Verbindung des Ortes mit dem Kloster Holzen zum Ausdruck. Dieses Wappen wird seit 1962 geführt. |

## Kultur und Sehenswürdigkeiten

### Sonstige Bauwerke
- Fernmeldeturm Heretsried

## Kurioses
Heretsried hat keine eigene Postleitzahl, sondern 86465 wie Welden, als einer der wenigen selbständigen Gemeinden in Deutschland.